# Ivan Grozny (volcan)
Pour les articles homonymes, voir Ivan Grozny.
L'Ivan Grozny, en russe Иван Грозный, en japonais Etorofu-Yake-Yama ou Yake-Yama, aussi appelé Sho-Chirippu ou Sio Tsirarippu, est un volcan de Russie situé sur Itouroup, dans les îles Kouriles. Il est voisin d'autres volcans tels que le Tebenkov, le cratère Machekh et quelques dômes de lave.